# Breum
Breum is een plaats in de Deense regio Midden-Jutland, gemeente Skive. De plaats telt 843 inwoners (2008).